# Surville (Eure)
Surville ist eine französische Gemeinde mit 854 Einwohnern (Stand: 1. Januar 2022) im Département Eure in der Region Normandie; sie gehört zum Arrondissement Les Andelys und zum Kanton Pont-de-l’Arche.
Die Einwohner werden Survillais genannt.

## Geographie
Surville liegt etwa 27 Kilometer südlich von Rouen.

### Nachbargemeinden
Umgeben ist Surville von den Nachbargemeinden Montaure im Norden, Louviers im Nordosten, La Haye-le-Comte im Osten, Le Mesnil-Jourdain im Südosten und Süden, Quatremare im Südwesten und Westen sowie Crasville im Westen.

## Bevölkerungsentwicklung
| Jahr                       | 1962 | 1968 | 1975 | 1982 | 1990 | 1999 | 2006 | 2019 |
| Einwohner                  | 316  | 299  | 406  | 609  | 727  | 735  | 843  | 877  |
| Quellen: Cassini und INSEE |      |      |      |      |      |      |      |      |

## Sehenswürdigkeiten

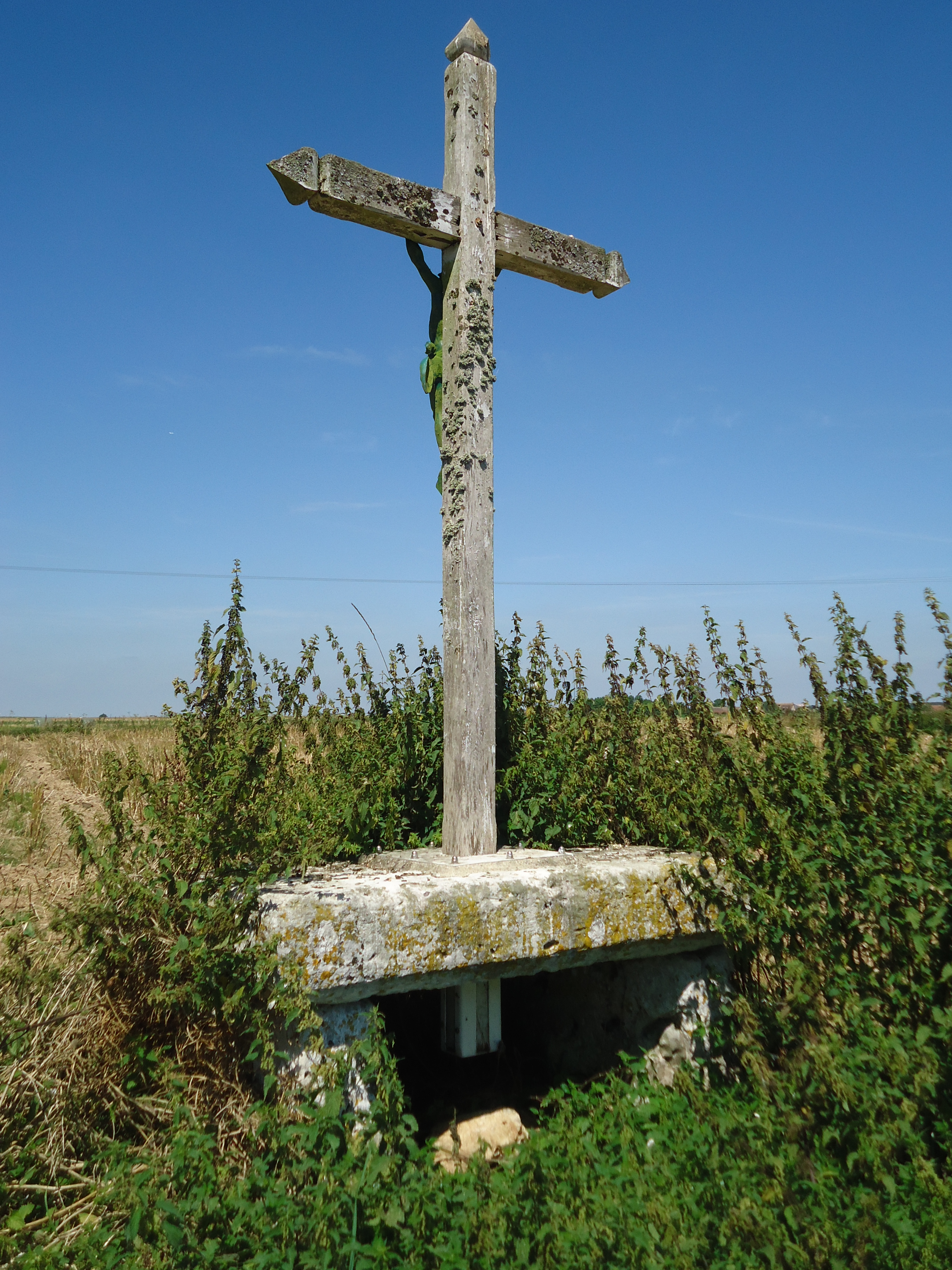
Dolmen

- Dolmen La Croix-Blanche